# FC Dordrecht
El FC Dordrecht és un club de futbol neerlandès de la ciutat de Dordrecht.

## Història

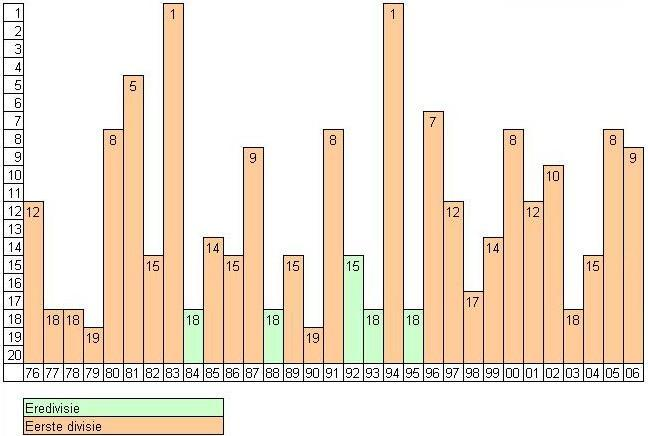
Gràfica FC Dordrecht 1976-2006

Fundat el 16 d'agost de 1883 com a Dordrechtsche Football Club (DFC), esdevingué club professional el 1954. El 1972 se separaren les branques professionals i amateurs del club. La part amateur mantingué el nom DFC Dordrecht, mentre que la part professional es reanomenà FC Dordrecht. L'any 1979 adoptà el nom Drechtsteden 79 (DS 79). El 1990 un nou nom fou establert, FC Dordrecht'90. L'any 1991 es fusionà amb l'equip de la ciutat veïna de Schiedam, l'Schiedamse Voetbalvereniging (SVV). El nou club usà el nom SVV/Dordrecht'90, però el 1992 retornà a l'antic Dordrecht'90. Finalment, el 2002, adoptà de nou el nom que tingué entre 1972 i 1979: FC Dordrecht.

## Palmarès
- Lliga neerlandesa de futbol:[1]
  - 1949 (SVV)
- Copa neerlandesa de futbol:[2]
  - 1914 (DFC), 1932 (DFC)
- Eerste Divisie:
  - 1968/69 (SVV), 1982/83 (DS'79), 1989/90 (SVV), 1993/94 (FC Dordrecht 90)

## Entrenadors destacats
- Hans Verèl (1990-1992)
- Han Berger (1992-1993)
- Nico van Zoghel (1993-1995)
- Lex Schoenmaker (1995-1996)
- Robert Verbeek (1996-2000)
- Harry van den Ham (2000-2002)
- Jos van Eck (2002-2003)
- Robert Verbeek (2003-2005)
- Joop Lankhaar (2005)
- Jurrie Koolhof (2005-2006)
- Gert Kruys (2006-)